# Acefat
Acefat är en bladorganofosfat och markinsekticid med måttlig persistens med kvarvarande systemisk aktivitet på cirka 10-15 dygn vid rekommenderad användningstakt. Det används främst för bekämpning av bladlöss, även resistenta arter, i grönsaker (t.ex. potatis, morötter, växthustomater och sallat) och inom trädgårdsodling (t.ex. på rosor och växthusväxter). Det bekämpar också bladätare, larver, växtsteklar, trips och spinnkvalster i de tidigare angivna grödorna samt gräs och skogsmark. Genom direkt applicering på material är det effektivt för att motverka eldmyror.
Acefat säljs som ett lösligt pulver, som emulgerbara koncentrat, som trycksatt aerosol och i trädinjektionssystem och granulära former.
Från och med 2012 tillåter EPA inte längre användning av acefat på gröna bönor som odlas i USA.

## Toxikologi
Acefat anses vara icke-fytotoxiskt på många grödor. Acefat och dess primära metabolit, metamidofos, är giftiga för knölflyn (Heliothis-arter). Det avger giftiga ångor av olika oxider av fosfor, kväve och svavel vid upphettning till sönderdelning. Symtom på exponering för acefat är en mindre irritation av ögon och hud.
USA använder årligen 2 - 3 miljoner kilogram acefat. En författaren framhåller att acefat skadar navigationssystemen hos vitstrupiga sparvar och andra sångfåglar, vilket gör att de inte kan uttrycka sig om norr och söder.